# 法王寺 (基隆市)
法王寺是位於台灣基隆市仁愛區（舊稱堀川町）的寺院。

## 歷史
該寺是台灣日治時期明治45年（1912年）由中澤慈愍所建立，當時作為天台宗修驗道的布教所使用，奉祀不動明王（現已不存）。大正9年（1920年）改稱「法王寺」。戰後，山頂的別院成為獨立的寺院「嚴放寺」。現任住持為天台宗第47代傳人海濤法師，其亦為台密第53代傳人、

## 關連項目
- 台灣佛教
- 修驗道
- 基隆西國三十三所靈場
- 基隆日本近衛師團古蹟暨歷史建築群